# Mambury Njie
Mambury Njie (* 27. Juni 1962) ist ein Diplomat und Politiker aus Gambia, der unter anderem 2012 Außenminister war.

## Leben
Nije hat einen Bachelor in Wirtschaft und Politikwissenschaft der University of Pennsylvania und einen Master in Internationale Angelegenheiten mit Schwerpunkt wirtschaftspolitische Steuerung der Columbia University in New York.
Er trat in den diplomatischen Dienst ein und fungierte zwischen 1997 und 2001 als Botschafter in der Republik China sowie in Personalunion auf den Philippinen. Später war er von 2007 bis 2009 Botschafter in den Vereinigten Arabischen Emiraten sowie Generalsekretär und Leiter des öffentlichen Dienstes im Büro des Präsidenten. Für seine Verdienste wurde ihm der Order of the Republic of The Gambia verliehen.
Am 21. Juli 2010 berief Präsident Yahya Jammeh in zum Nachfolger von Yusupha Kah als Minister für Wirtschaftsplanung und industrielle Entwicklung in dessen Regierung. Im Rahmen einer Kabinettsumbildung übernahm er 2011 das Amt des Finanzministers sowie bei einer weiteren Kabinettsumbildung wurde er kurzzeitig Hochschulminister und am 16. April 2012 das Amt des Außenministers von Mamadou Tangara. Dieses Ministeramt bekleidete er bis zum 1. Dezember 2012 und wurde dann durch die bisherige Ständige Vertreterin bei den Vereinten Nationen in New York City Susan Waffa-Ogoo abgelöst.
Bei einer größeren Kabinettsumbildung am 29. Juni 2018 wurde Mambury Njie ins Kabinett von Adama Barrow berufen und zum Minister für Finanzen und Wirtschaft (englisch Minister of Finance and Economic Affairs) ernannt. Mit Bildung des neuen Kabinetts am 4. Mai 2022 berief Barrow Seedy Keita als Minister für Finanzen und Wirtschaft und löste damit Njie ab.
Im September 2022 wurde er zum Sonderberater für wirtschaftliche und finanzielle Integration und Partnerschaft des Präsidenten der Kommission der Westafrikanischen Wirtschaftsgemeinschaft (ECOWAS) in Abuja, Nigeria ernannt.
Als Nachfolger von Omar Gibril Sallah wurde Njie Mitte Mai 2025 als Botschafter in Saudi-Arabien ernannt.